# Catherine Quicquat
Catherine Quicquat est une Veveysanne vraisemblablement condamnée au bûcher pour sorcellerie dans la région de Vevey en mars 1448. Son procès fait partie d'une seconde vague de chasse aux sorciers et aux sorcières organisée dans le Pays de Vaud.

## Procès pour sorcellerie

### Le contexte
Le procès de Catherine Quicquat se déroule en mars 1448 à Vevey, alors sous administration savoyarde. Il intègre un groupe d'une dizaine d'autres affaires repérée pour les années 1448-1449, qui s'étend de la châtellenie de Vevey à la seigneurie de Champvent, au regard de la documentation conservée. 
Ce procès présente les traces de la contamination des premiers traités relatifs à l'imaginaire du sabbat mis en avant par Martine Ostorero, tel qu'il a été élaboré dans les premières décennies du XVe siècle,.

### Le déroulement du procès
Avant son arrestation, Catherine Quicquat avait déjà été dénoncée par plusieurs personnes condamnés pour sorcellerie, dont Jaquet Durier. Elle est arrêtée et auditionnée à partir du 15 mars 1448 par l’inquisiteur Pierre d’Aulnay et le vicaire Léopard de Bosco, au château de La Tour-de-Peilz. Ils produisent à son encore les témoignages de différentes personnes dont celui de Jean Brunet, clerc et bourgeois de la Tour-de-Peilz, qui indique que Catherine lui aurait avoué avoir fait de très mauvaises choses.
Comme Catherine n'avoue rien, la sentence interlocutoire (qui permet à la justice d'appliquer la torture) est prononcée le 16 mars. Le dimanche 17 mars, Catherine demande au châtelain de La Tour-de-Peilz de l'amener devant l’inquisiteur pour sa confession. Elle avoue sa participation au sabbat, des relations sexuelles dépravées avec le diable et d'autres complices. Elle dénonce une dizaine de personnes, dont quatre déjà condamnés comme hérétiques. Après avoir ratifier ses aveux le lendemain, à l'exception de son accusation contre Pierre Munier, la sentence finale est prononcée le jour même devant l'église Saint-Martin de Vevey. Bien qu'elle ne soit pas conservée, il est vraisemblable que Catherine ait été condamnée au bûcher. 

### L'imaginaire du sabbat dans le procès de Catherine Quicquat
Avec l'usage de la torture, la justice forcent les accusés à donner une image riche en détails de leurs prétendues activités nocturnes. Dans la première moitié du XVe siècle des clercs et des magistrats commencent à croire et à faire croire aux autres que des personnes se rendent la nuit dans des endroits isolés  assister à des assemblées  secrètes présidées par le diable.

Lorsque Catherine se présente pour la première fois devant ses juges, elle admet que Sybille Gonra lui avait appris à donner trois gouttes de son sang à son mari pour qu'il s'éprenne d'elle. Une pratique superstitieuse qui n'est jamais repris dans la suite des interrogatoires de l'accusées, car les juges s'intéresse principalement aux liens qu'elle entretient avec le diable. C'est ainsi qu'ils insistent tout surtout pour qu'elle décrive les assemblées auxquelles elle participaient. De l'apostasie au vol nocturne, en passant par le cannibalisme d'enfant les différentes éléments caractéristiques de l'imaginaire du sabbat sont présents dans ses aveux : 
De même, elle avoua encore spontanément que le jeudi suivant, en compagnie des personnes susmentionnées, elle s'était rendue à la synagogue, dans le même pré; là, elle rendit hommage au diable, qui avait l'aspect d'un renard, et elle l'embrassa sur le cul, sous la queue; en signe d'hommage et de fidélité, elle donna au diable, appelé Rabiel, quatre deniers lausannois qu'elle posa sur une pierre. Après l'hommage, le démon Rabiel, son maître, l'engagea à renier Dieu tout-puissant, la bienheureuse Vierge Marie, toute la cour céleste ainsi que tous les sacrements de l'Église. Catherine renia tout et cracha par terre en mépris de tout cela.
De même, elle dit encore et avoua que dans cette synagogue, elle avait mangé en compagnie d'autres personnes – elle ne les connaissait pas toutes – de la viande d'enfants aux aulx verts, du bon pain et ils avaient bu du bon vin blanc et rouge. (p. 249)
[...]

De même, interrogée pour savoir comment elle se rendait à la synagogue, elle répondit qu'elle allait et revenait sur un petit bâton blanc que lui avaient apporté Sibylle, qui a été brûlée. (p. 252)
Le pape Jean XXII publie d'abord en 1317 une bulle élargissant les droits des inquisiteurs, à la suite d'affaires d'empoisonnement dans lesquelles les protagonistes ont tenté de faire usage de pratiques magiques. 
En 1320, Jean XXII consulte des spécialistes afin de déterminer le caractère potentiellement maléfique de la magie savante pratiquée par les magiciens de cour, dans les cas où le praticien invoque des démons afin de les mettre à son service. C'est dans le cadre de cette réflexion menée à la tête de l'Église que, peu à peu, la sorcellerie se trouve assimilée à une hérésie et l'Inquisition chargée de sa répression,,,. 
En août 1326 la bulle pontificale Super illius specula, assimilant pratiquement la sorcellerie à l'hérésie permettant d'inculper et poursuivre par un tribunal ecclésiastique dans le cadre d'un procès les personnes ayant recours à ces pratiques. 

#### Interrogatoires et aveux
Catherine Quicquat est supposément corrompue par Blandis Loquuis (aussi dénommée Sybille Gonra) et Perronet Mercier qui l'invitent à partager un repas. 
Dans ses aveux, lorsqu'elle est interrogée par l'inquisiteur Pierre d'Aulnay à Vevey le 17 mars 1448 après avoir subi des tortures la veille, Catherine indique s'être rendue menée par Jeannette Avonsaz, Pierre Flour et Sibylle Blandis Loquiis dans le pré de Gilamont appartenant à Jean Got.  
Là, elle aurait refusé de prêter hommage au maître de la synagogue, un renard appelé Rabiel. Catherine Quicquat situe la tenue de ces assemblées vers 1437. 
Elle affirme également que les dénommés Jean Got et Jean Boverat de Vevey, tous deux notaires, étaient présents. Jean Boverat est également poursuivi pour sorcellerie. Mis en cause en 1441, il adresse une supplique au Pape et semble échapper à une condamnation puisqu'on retrouve trace de ses activités notariales entre 1446 et 1447. Cependant en 1448, il est à nouveau dénoncé par Jacques Duriet de Blonay de participer à des repas cannibales, les aveux de Catherine Quicquat venant renforcer les suspicions initiales.